# تامی هانسن گریدی
تامی هنسن گریدی (همچنین با نام‌های تامی هانسون یا تامی گریدی شناخته می‌شود) یک هنرپیشه، عکاس و مدل سابق آمریکایی الاصل است. او در ۲۹ سپتامبر ۱۹۷۰ در لس آنجلس، کالیفرنیا به دنیا آمد. او در ۱۶ موزیک ویدیو ظاهر شده‌است. در حال حاضر او اپراتور دوربین است.
عمه او، مارسنه هریس، پیانیست و ترانه‌سرای نانسی ویلسون و برت باچاراچ بود. یکی دیگر از عمه او، بتی، همسر کمدین رد فاکس بود.

## فیلم‌شناسی
| سال  | عنوان         | نقش           | یادداشت‌ها      |
| ---- | ------------- | ------------- | -------------- |
| ۱۹۹۰ | در سرد شب     | مدل ۲         | فیلم تلویزیونی |
| ۱۹۹۰ | گروه عروسی    | اعتبار نشده   | فیلم تلویزیونی |
| ۱۹۹۱ | "بوز این هود" | روزا          |                |
| ۱۹۹۱ | تو دیگه       | دختره کلاه چک |                |